# Jeg ved, hvor der findes en have så skøn
Jeg ved, hvor der findes en have så skøn er en dansk sang, skrevet af Mads Hansen med melodi af Johann Abraham Peter Schulz. Den blev udgivet som en børnevise i Sange, 2den Samling i 1870. Sangen består af seks vers, hvor der synges om en have med fugle, der bygger reder, om en sø med en ø, og om drenge og piger, der leger og synger. Det fremgår i sidste linje, at den omtalte have er Danmark. Sangen vendte efter års fravær tilbage til Højskolesangbogen i 2006, hvor "Det haver så nyligen regnet" til gengæld røg ud.
Melodien er den samme som oprindeligt blev anvendt til Nys fyldte skøn Sired sit attende år fra 1790.